# From Out of Nowhere (Jeff Lynne's ELO)
From Out of Nowhere è il quattordicesimo album in studio del gruppo musicale britannico Electric Light Orchestra (ELO), pubblicato nel 2019 a nome Jeff Lynne's ELO.

## Tracce
1. From Out of Nowhere – 3:14
2. Help Yourself – 3:14
3. All My Love – 3:06
4. Down Came the Rain – 3:29
5. Losing You – 3:36
6. One More Time – 3:28
7. Sci-Fi Woman – 3:07
8. Goin' Out on Me – 3:09
9. Time of Our Life – 3:10
10. Songbird – 3:06

## Formazione

### Formazione ufficiale
- Jeff Lynne – voce, chitarra, basso, piano, batteria, tastiera, violoncello (in Losing You), vibrafono
- Richard Tandy – piano (in One More Time)
- Milton McDonald, chitarra elettrica
- Mike Stephens, chitarra elettrica
- Lee Pomeroy, basso elettrico
- Bernie Smith, tastiera
- Donavan Hepburn, batteria

### Collaboratori
- Steven Jay – ingegneria, percussioni